# Прібоєшть
Прібоєшть, Прібоєшті (рум. Priboiești) — село у повіті Мехедінць в Румунії. Входить до складу комуни Хуснічоара.
Село розташоване на відстані 261 км на захід від Бухареста, 15 км на північний схід від Дробета-Турну-Северина, 89 км на північний захід від Крайови.

## Населення
За даними перепису населення 2002 року у селі проживали 103 особи, з них 102 особи (99,0%) румунів. Усі жителі села рідною мовою назвали румунську.